# Eric Carmen
Eric Howard Carmen (Cleveland (Ohio), 11 augustus 1949 – Paradise Valley (Arizona), 10 maart 2024) was een Amerikaanse singer-songwriter en zanger van The Raspberries. Hij is vooral bekend van zijn hits All by myself uit 1975 en Hungry eyes uit 1988.

## Biografie
Eric Carmen groeide op in Lyndhurst, Ohio. Al op jonge leeftijd was hij geïnteresseerd in muziek. Op driejarige leeftijd kreeg hij ritmelessen op het conservatorium van Cleveland en op zijn zesde kreeg hij vioolles van zijn tante die in het Cleveland Orchestra speelde. In zijn middelbareschooltijd kreeg hij pianoles en leerde hij zichzelf gitaar spelen. Hij werd hierbij beïnvloed door Britse bands als The Beatles en The Rolling Stones die destijds enorm populair waren in, niet alleen,  de Verenigde Staten.
Op de universiteit speelde Carmen in de band Cyrus Erie. Daarin speelde hij samen met Wally Bryson, die in 1967 als gitarist van The Choir een Amerikaanse hit had gehad met It's cold outside. Toen eind jaren 60 zowel Cyrus Erie als The Choir uit elkaar vielen, besloten Carmen en Bryson in 1970, samen met nog twee andere oud-muzikanten van The Choir, de band The Raspberries te vormen. Deze groep bracht tussen 1972 en 1974 vier albums uit en had zeven hits, waarvan Go all the way, een nummer 5-hit uit 1972, het bekendst is. In 1975 gingen The Raspberries uit elkaar en begon Carmen een solocarrière.
Carmen had in 1976 direct een grote hit met All by myself, dat later door veel artiesten gecoverd zou worden (onder andere door Céline Dion). Het haalde de tweede plaats in de Billboard Hot 100 en werd van de eerste plaats gehouden door Love machine pt. 1 van The Miracles en December, 1963 (Oh, What a Night) van The Four Seasons. De opvolger Never gonna fall in love again bereikte de elfde plaats in de Amerikaanse hitlijst. Beide nummers waren gebaseerd op werken van de Russische componist Sergej Rachmaninov: respectievelijk het adagio sostenuto uit het pianoconcert nr. 2 in c, opus 18 uit 1901 en zijn tweede symfonie uit 1908. Carmen dacht dat deze werken in het publiek domein vielen, maar dit was niet zo, aangezien Rachmaninov pas in 1943 overleden was. Aangezien de singles al uitgegeven waren, sloten Carmen en de erven van Rachmaninov later een overeenkomst.
Tot 1980 bracht Carmen nog een aantal singles uit, waarvan She did it uit 1977 en Change of heart uit 1978 het bekendst werden. Ze haalden echter allemaal niet het succes van zijn eerste twee hits. Tussen 1975 en 1980 bracht hij vier soloalbums uit: Eric Carmen (1975), Boats against the current (1977), Change of heart (1978) en Tonight you're mine (1980). In 1977 en '78 scoorde hij wel twee top 10-hits als componist van de hits That's rock 'n roll en Hey Deanie van Shaun Cassidy. Beide nummers nam Carmen ook zelf op.
In 1980 trok Carmen zich enkele jaren terug uit de muziek. Nadat in 1984 zijn compositie Almost paradise (Love theme from Footloose) in de uitvoering van Mike Reno en Ann Wilson een top 10-hit werd, pakte hij echter de draad weer op met zijn tweede titelloze album. Dit leverde hem twee bescheiden hitjes op met I wanna hear it from your lips en I'm through with love. Een grote comeback had Carmen echter in 1987, toen hij het nummer Hungry Eyes zong voor de film Dirty Dancing. Deze film werd een wereldwijd succes en Hungry eyes werd naast (I've Had) The Time of My Life van Bill Medley en Jennifer Warnes en She's Like the Wind van Patrick Swayze en Wendy Fraser een van de drie grote hits die de film opleverde.
Carmen wist zijn succes in 1988 voort te zetten met het nummer Make me lose control, dat de Amerikaanse top 3 haalde. Ondanks zijn hernieuwde succes nam Carmen geen nieuw album op en na het kleine hitje Reason to try raakte hij langzaamaan weer in de vergetelheid. Pas in 2000 nam hij zijn voorlopig laatste studioalbum I was born to love you op. Datzelfde jaar was hij toetsenist in Ringo Starrs All-Starr Band. In deze tournee zong Carmen ook enkele van zijn eigen nummers, waaronder All by myself, Hungry eyes en de Raspberries-hit Go all the way. In 2004 (na een eerdere poging in 1999) kwamen The Raspberries weer bij elkaar. Aanvankelijk was het de bedoeling alleen een reünieconcert te geven, maar de belangstelling motiveerde de vier bandleden zodanig dat er in 2005 een minitournee georganiseerd werd. In 2007 verscheen er een livealbum van de groep en werden nieuwe optredens gepland.
Carmen overleed in het weekend van 9 en 10 maart 2024, in zijn slaap, op 74-jarige leeftijd in zijn woning in Paradise Valley, Arizona.

## Discografie

### Singles
| Single met eventuele hitnotering(en) in de Nederlandse Top 40 | Datum van verschijnen | Datum van binnenkomst | Hoogste positie | Aantal weken | Opmerkingen                                                          |
| ------------------------------------------------------------- | --------------------- | --------------------- | --------------- | ------------ | -------------------------------------------------------------------- |
| All by myself                                                 | 1975                  | 13-3-1976             | 10              | 6            | #7 in de Nationale Hitparade / #10 in de TROS Europarade             |
| Sunrise                                                       |                       | 16-10-1976            | tip             |              |                                                                      |
| I wanna hear it from your lips                                |                       | 16-2-1985             | tip             |              |                                                                      |
| Hungry eyes                                                   |                       | 6-2-1988              | 12              | 8            | #16 in de Nationale Hitparade Top 100 / Veronica Alarmschijf Radio 3 |

| Single met hitnotering(en) in de Vlaamse Ultratop 50 | Datum van verschijnen | Datum van binnenkomst | Hoogste positie | Aantal weken | Opmerkingen      |
| ---------------------------------------------------- | --------------------- | --------------------- | --------------- | ------------ | ---------------- |
| All by myself                                        |                       | 27-3-1976             | 10              | 6            | in de BRT Top 30 |
| Hungry eyes                                          |                       | 20-2-1988             | 7               | 7            | in de BRT Top 30 |

### NPO Radio 2 Top 2000
| Nummer met noteringen in de NPO Radio 2 Top 2000 | '99  | '00  | '01  | '02  | '03  | '04 | '05  |
| ------------------------------------------------ | ---- | ---- | ---- | ---- | ---- | --- | ---- |
| All by Myself                                    | 1041 | 1156 | 1374 | 1251 | 1448 | -   | 1712 |

1. ↑  Een '-' betekent dat het nummer niet was genoteerd en een vetgedrukt getal geeft de hoogste notering aan.
2. ↑  Deze tabel is bijgewerkt tot en met de laatste editie (2024).